# Band Hero
Band Hero è un'espansione della serie videoludica Guitar Hero; il titolo è sviluppato per i principali formati da Neversoft e la sua uscita sul suolo europeo è avvenuta il 6 novembre 2009.

## Strumenti

### Versione console
La versione casalinga del titolo è uscita su tutte e tre le piattaforme con un set di controller-strumenti nuovi:
- la chitarra è stata modificata per essere più robusta e meno soggetta a malfunzionamenti, implementando un nuovo touchpad digitale in sostituzione di quello presente nel controller-chitarra di Guitar Hero World Tour che era analogico. Anche questo modello ha i faceplate (la parte frontale, che ora è rosso scuro con un finto battipenna bianco) staccabili e intercambiabili.
- la batteria cambia parzialmente nel design (i piatti sono tondi e non più semicircolari) e si rinforza anch'essa grazie ad una struttura d'appoggio in metallo più robusta, invece che in plastica. Il pedale rimane ora attaccato alla base, risolvendo un fastidioso problema della vecchia batteria in cui pedale non era fissabile e tendeva quindi a scivolare sotto il piede con l'uso.

Il microfono USB è lo stesso del bundle di Guitar Hero World Tour.
Il gioco permette comunque come sempre di utilizzare tutti i controller di tutti i capitoli della serie.

### Versione portatile
La versione per Nintendo DS inevitabilmente non può affidarsi alla strumentazione dei titoli casalinghi ma dato che il team di sviluppo aveva intenzione di replicare l'intera esperienza del titolo principale ha pensato bene di sfruttare alcune caratteristiche tipiche della console Nintendo e di aggiungere qualche novità: se per la parte di chitarra Neversoft ha deciso di affidarsi al Guitar Grip lanciato con i capitoli portatili della serie On Tour, per la voce la scelta è ricaduta ovviamente sull'utilizzo del microfono interno in dotazione al DS; ciò che invece aggiunge un elemento distintivo al gioco è la batteria, per simulare la quale è stata studiata una periferica apposita consistente in una sorta di rivestimento con quattro piccoli pad ai lati del Nintendo DS da premere con le dita.

## Special guest
Anche in questo capitolo non mancano i cantanti famosi che hanno contribuito sia nella musica che prestandosi a farsi riprodurre tra i personaggi del gioco. In Band Hero compaiono:
- No Doubt: è la prima band al completo a figurare in un gioco non dedicato alla band stessa (come era invece accaduto con gli Aerosmith, i Metallica e i Van Halen). Compaiono in due canzoni: Don't Speak nel capitolo 7: "Everpop Awards", e Just a Girl nel capitolo 9 "Paris". Nella serie il gruppo era già comparso con le canzoni Spiderwebs (Guitar Hero World Tour e Guitar Hero: On Tour) e Ex-Girlfriend (Guitar Hero 5).  Nella versione portatile è presente solo una canzone: Excuse Me Mr.
- Adam Levine dei Maroon 5: compare solo nel capitolo 5 "Harajuku" con la canzone She Will Be Loved (che è presente anche nella versione portatile). I Maroon 5 erano già apparsi nel gioco portatile Guitar Hero: On Tour con la canzone This Love.
- Taylor Swift: con questo gioco segna il suo debutto nella serie. Canterà tre canzoni: la prima Love Story, sarà eseguita nel capitolo 4 "Summer Park Festival", le altre due, Picture to Burn e You Belong With Me saranno invece nel capitolo 8 "Red River Canyon", e nell'ultima sarà lei stessa a suonare la chitarra. La cantante è stata la testimonial del lancio mondiale, comparendo nello spot commerciale[1] e in un faceplate per la chitarra personalizzato con la sua immagine e la sua firma.

## Tracce
A differenza dei titoli della serie Guitar Hero la tracklist di Band Hero è più incentrata sul pop rock lasciando meno spazio ai virtuosismi strumentali. Da notare come, pur trattandosi del medesimo titolo, la tracklist della versione portatile di Band Hero è sensibilmente diversa da quella della versione per console, non solo dal punto vista del numero dei brani presenti ma proprio dai brani stessi. Qua di seguito sono riproposte le tracklist di entrambi i formati.

### Console
La versione per console casalinghe contiene in tutto 65 canzoni. Qua di seguito le tracce:
- A Million Ways - OK Go
- ABC - Jackson 5
- The Adventure - Angels & Airwaves
- American Pie - Don McLean
- Angels of the Silences - Counting Crows
- Back Again - Parachute
- Bad Reputation - Joan Jett
- Beautiful Soul - Jesse McCartney
- Believe - The Bravery
- Black Cat - Janet Jackson
- Black Horse and the Cherry Tree - KT Tunstall
- Bring Me to Life - Evanescence
- Dirty Little Secret - The All-American Rejects
- Do You Really Want to Hurt Me - Culture Club
- Don't Speak - No Doubt
- Every Rose Has Its Thorn - Poison
- Fascination - Alphabeat
- Gasoline - The Airborne Toxic Event
- Hands Down - Dashboard Confessional
- Hang Me Up to Dry - Cold War Kids
- Happy Together - The Turtles
- Honky Tonk Woman - The Rolling Stones
- I Heard it Through the Grapevine - Marvin Gaye
- I Want You To Want Me (live) - Cheap Trick
- If You Could Only See - Tonic
- In a Big Country - Big Country
- Just a Girl - No Doubt
- Kids - Robbie Williams feat Kylie Minogue
- Kung Fu Fighting - Carl Douglas
- L.E.S. Artistes - Santigold
- Let's Dance - David Bowie
- Lifeline - Papa Roach
- Like Whoa - Aly & AJ
- Lips of an Angel - Hinder
- Love Is a Battlefield - Pat Benatar
- Love Story - Taylor Swift
- Mr. Roboto - Styx
- Naïve - The Kooks
- Ocean Avenue - Yellowcard
- Oh, Pretty Woman - Roy Orbison
- Our Lips Are Sealed - The Go-Go's
- Paralyzer - Finger Eleven
- Picture to Burn - Taylor Swift
- Pictures of You - The Last Goodnight
- Put Your Records On - Corinne Bailey Rae
- Rio - Duran Duran
- Rockstar - N.E.R.D
- Santa Monica - Everclear
- She Will Be Loved - Maroon 5
- So Yesterday - Hilary Duff
- Steal My Kisses - Ben Harper and the Innocent Criminals
- Sugar, We're Goin Down - Fall Out Boy
- Take a Picture - Filter
- Take Back the City - Snow Patrol
- Take What You Take - Lily Allen
- The Impression That I Get - The Mighty Mighty Bosstones
- Turn Off the Light - Nelly Furtado
- Walking on Sunshine - Katrina and the Waves
- Wannabe - Spice Girls
- Warwick Avenue - Duffy
- When I'm Gone - 3 Doors Down
- Whip It - Devo
- You Belong With Me - Taylor Swift
- You Had Me - Joss Stone
- YMCA - Village People

### Nintendo DS
La versione Nintendo DS di Band Hero contiene 30 tracce e sono le seguenti:
- Call Me When You're Sober - Evanescence
- Club Foot - Kasabian
- Everything About You - Ugly Kid Joe
- Excuse Me Mr. - No Doubt
- Fascination - Alphabeat
- Feel Good Inc - Gorillaz
- First Date - Blink-182
- Fly Away - Lenny Kravitz
- Girlfriend - Avril Lavigne
- Golden Touch - Razorlight
- Grace Kelly - Mika
- I Predict a Riot - Kaiser Chiefs
- Let's Get It Started - The Black Eyed Peas
- Manhattan - Kings of Leon
- Monkey Wrench - Foo Fighters
- Munich - Editors
- My Favourite Game - The Cardigans
- No One Knows - Queens of the Stone Age
- She Will Be Loved - Maroon 5
- So What - Pink
- Song 2 - Blur
- Spaceman - The Killers
- Suddenly I See - KT Tunstall
- Take What You Take - Lily Allen
- The Age of the Understatement - The Last Shadow Puppets
- Thnks fr th Mmrs - Fall Out Boy
- Tripping - Robbie Williams
- Under My Thumb (live) - The Rolling Stones
- Windows - N.E.R.D
- Yellow - Coldplay

### Controversie e censure
Il giorno dopo il rilascio del titolo in America, è giunta notizia di una causa legale intentata dai No Doubt nei confronti della Activision.
Don't Speak e Just a Girl vengono eseguiti con la band riprodotta virtualmente (e fedelmente) sullo schermo e il giocatore ha la possibilità, dopo aver eseguito questi brani, di sbloccare tutti i componenti e usarli a piacimento come alter ego per suonare tutte le altre canzoni della tracklist del gioco. Nonostante abbiano collaborato attivamente alla realizzazione del titolo (prestandosi anche a sessioni di motion capture per riprodurre movimenti, espressioni e labiale tipici del loro stile), i No Doubt hanno espresso disaccordo per quest'ultima possibilità, in particolare Gwen Stefani si sarebbe detta contrariata dal fatto che sia possibile far cantare al suo personaggio una canzone piena di riferimenti sessuali come Honky Tonk Women, dei Rolling Stones, tra l'altro con voce maschile dal momento che il gioco utilizza i brani in traccia originale.
La Activision dal suo canto ha ribadito che sul contratto firmato dalla band era presente una clausola che autorizzava lo sfruttamento dell'immagine dei componenti in questo senso, rigettando dunque ogni accusa.
Inoltre, eseguendo i brani in modalità canto, si notano delle censure in alcuni testi. In certi casi, come You Had Me, Sugar, We're Goin Down o A Million Ways i tagli sono stati operati per eliminare ogni possibile riferimento sessuale, dato che il gioco è dichiaratamente destinato a famiglie e persone di giovanissima età. In American Pie, invece, la parola fatta sparire è "whiskey", nel ritornello.